# Hack and slash
Hack and slash (hakken en slaan) heeft twee nauw verwante betekenissen in role-playing games.

## Rollenspellen
In traditionele rollenspellen verwijst het naar avonturen die voornamelijk bestaan uit het bevechten en verslaan van vijanden en monsters, zonder dat er verder veel verhaal achter zit: het doodslaan van de tegenstander is feitelijk een doel op zich. Over het algemeen komt dit het meeste voor in fantasy-rollenspellen zoals Dungeons & Dragons of God of War, maar in principe kan elk rollenspel op deze manier gespeeld worden; een parodie op het "genre" is bijvoorbeeld Violence, dat zich in de moderne wereld afspeelt.

## Computerspellen
In computer role-playing games is het een subgenre waarin het de bedoeling is dat de speler zo veel mogelijk vijanden, liefst zo spectaculair mogelijk, een kopje kleiner maakt. Verhaal of diepgang is in dit subgenre van geen belang, waardoor het vaak kritiek krijgt van hardcore gamers. Voorbeelden zijn Diablo, Darkstone of Dungeon Siege.